# Sontra
Sontra is een plaats in de Duitse deelstaat Hessen, gelegen in de Werra-Meißner-Kreis. De stad telt 7.693 inwoners.

## Geografie
Sontra heeft een oppervlakte van 111,29 km² en ligt in het centrum van Duitsland, iets ten westen van het geografisch middelpunt.
Bad Sooden-Allendorf · Berkatal · Eschwege · Großalmerode · Herleshausen · Hessisch Lichtenau · Meinhard · Meißner · Neu-Eichenberg · Ringgau · Sontra · Waldkappel · Wanfried · Wehretal · Weißenborn · Witzenhausen